# Фэрчайлд, Чарльз Стеббинс
Чарльз Стеббинс Фэрчайлд (англ. Charles Stebbins Fairchild; 30 апреля 1842 — 24 ноября 1924) — американский политик, предприниматель, 38-й министр финансов США.

## Биография
Чарльз Фэрчайлд родился в Казеновии, штат Нью-Йорк, в семье Сидни и Хелен Фэрчайлд. В 1863 году окончил Гарвардский колледж, а в 1865 году Гарвардскую юридическую школу. После был принят в коллегию адвокатов.
В 1874 года Чарльз Фэрчайлд стал заместителем Генерального прокурора Нью-Йорка. В этой должности он приобрёл репутацию корректировщика дел о коррупции. Губернатор Нью-Йорка Сэмюэль Тилден был настолько впечатлён успехами молодого юриста, что в 1875 году выдвинул его кандидатуру в качестве нового Генерального прокурора. Фэрчайлд был избран и с 1875 по 1877 год он занимал эту должность. Затем он снова вернулся к юридической практике.
По просьбе своего друга и действующего министра финансов Дэниела Мэннинга президент Гровер Кливленд 8 марта 1885 года назначил Чарльза Фэрчайлда заместителем министра финансов. 31 марта 1887 года Мэннинг, по причине плохого здоровья, подал в отставку. Кливленд назначил Фэрчайлда преемником Мэннига на посту министра финансов, но с поражением президента на выборах в 1888 году Чарльз ушёл на пенсию. В 1904 году, после ухода из политики, стал директором железнодорожной компании.